# Nanalan'
Nanalan' is een Canadese kindertelevisieserie gemaakt door Jamie Shannon en Jason Hopley . Eerst waren er in 1999 korte video's maar later in 2000 kwamen er volledige afleveringen van elk 21 minuten. De poppenserie gaat over de avonturen en ontdekkingen van een driejarig meisje genaamd Mona in de achtertuin van haar oma Nana Bea. De titel is een samentrekking van "Nana Land", verwijzend naar de omgeving waar de avonturen zich afspelen.
De show maakt gebruik van een mix van handpoppenspel en kartonnen uitsnijdingen en knutselwerken, vooral in het openingsliedje. Hoewel er in de korte video's geen structuur is, volgen de afleveringen dat wel met telkens een verhaal en minstens 1 origineel liedje. 
De show ontving drie nominaties bij de Gemini Awards 2004 en werd redelijk goed ontvangen door de Canadese en Amerikaanse pers. De serie werd echter niet verlengd voor een tweede seizoen. In 2004 werden bepaalde afleveringen uitgebracht op verschillende dvd's en VHS in de VS. Halverwege de jaren 2010 ging de serie viraal en werd ze opnieuw populair op websites als Tumblr en YouTube, omdat de mensen het bizar en leuk vonden.     De virale belangstelling voor de serie werd in 2023 hernieuwd op TikTok die de serie en video's opnieuw enorm populair maakten.

## Verhaallijn
De show concentreert zich op Mona, een driejarig meisje  met een veel fantasie  en de neiging om korte woorden of zinnen te herhalen en ze ook verkeerd uit te spreken. Elke aflevering begint met Mona's moeder die haar dochter afzet bij Nana's (oma's) huis en eindigt met het ophalen van Mona. Mona, Nana en Nana's hond Russell brengen de dag door met het verkennen, leren, liedjes zingen en bezoeken van Nana's buurman, meneer Wooka. 

## Personages
- Mona (Jamie Shannon) is het hoofdpersonage van de serie. Ze is een mensachtige driejarige met een groene huid, een bolvormig hoofd, grote boonvormige ogen en limoengroen haar in staartjes. In de originele korte filmpjes kan ze niet in volledige zinnen spreken en slechts een paar woorden zeggen. Ze heeft de neiging alles wat ze zegt verkeerd uit te spreken.
- Nana (Jason Hopley) is Mona's grootmoeder bij wie ze elke weekdag logeert, terwijl haar moeder naar haar werk gaat. Ze lijkt op een wortel (een groente), met een feloranje huid en een heel hoog voorhoofd. Ze draagt een opzichtige veelkleurige jurk, een grote ronde bril en een witte pruik. In de originele korte afleveringen was haar haar kastanjebruin.
- Russell (Ali Eisner) is Nana's huisdier jackrussellterriër die Mona vergezelt als ze op bezoek komt. Hij praat niet, maar je kunt hem horen blaffen of snuiven voor communicatie. Mona spreekt zijn naam verkeerd uit en noemt hem vaak 'Russer'.
- Mr Wooka (Todd Doldersum) is Nana's buurman die een hoofdpersoon is in de volledige afleveringen. Het is een oudere man met een gele huid en een witte snor die een blauwe overall draagt. Elke keer dat Mona zijn tuin bezoekt, zet hij zijn eigen poppenshows op om haar te vermaken. Hij komt steeds met nieuwe personages en andere verhalen.
- Mevrouw Bea (Marty Stelnick) is Mona's moeder en Nana's dochter. Ze lijkt op Mona, maar is groter en heeft bruin haar in een paardenstaart. Ze is getrouwd met Mona's naamloze vader. Ze werkt overdag en laat Mona het grootste deel van de tijd onder de hoede van Nana.

## Uitzendingen en persberichten
Nanalan' werd voor het eerst uitgezonden op Nickelodeons zusterkanaal Noggin . Ze verschenen later op Nickelodeon als onderdeel van het Nick Jr.-blok en op de Canadese CBC Television, die uiteindelijk een omroeporganisatie werd van de volledige afleveringen. Herhalingen van de korte films bleven uitgezonden tot eind 2003, toen het eerste volledige seizoen werd geproduceerd. CBC bracht de volledige afleveringen in januari 2004 in première, gevolgd door hun Amerikaanse debuut op Nickelodeon in de zomer van hetzelfde jaar. 
De show werd ook uitgezonden op PBS Kids . 
In 2004 bracht Nickelodeon een set van zes dvd's en VHS's uit, inclusief selecties van de korte films van drie minuten. De schijven werden voornamelijk in de VS verkocht. In plaats van simpelweg Nanalan ', bestempelden de thuismedia de show als Welcome to Nanalan' : As Seen on Nickelodeon.  De volledige seizoenen zijn niet op dvd of op VHS uitgebracht.
De afleveringen zijn in 2007 naar YouTube geüpload (maar zijn sindsdien verwijderd).  In 2023 werd een officieel YouTube-kanaal voor de show gemaakt. Korte en volledige afleveringen worden wekelijks geüpload. 

## Reacties
Tijdens de korte looptijd kreeg de serie overwegend positieve aandacht van mediacritici, van wie sommigen vonden dat het bizarre en onconventionele karakter van de show deze aantrekkelijker en kijkbaarder maakte voor kijkers van alle leeftijden. 

### Prijzen en nominaties
In 2004 werd de serie genomineerd voor de volgende drie Gemini Awards: Beste prestatie in een kleuterprogramma of serie; Beste schrijven in een kinder- of jeugdprogramma of serie; en Beste voorschoolse programma of serie. Nanalan' won Beste Schrijven en Beste Prestaties, en de prijs werd gedeeld door alle poppenspelers.